# Скворцов, Пётр Александрович
Пётр Алекса́ндрович Скворцо́в (род. 12 июня 1994, Луга, Лужский район, Ленинградская область, Россия) — российский актёр театра и кино. Широкую известность получил после исполнения главной роли в фильме Кирилла Серебренникова «Ученик».

## Биография
В возрасте 2 лет переехал в Москву. Его родители не были связаны с театром или кино, отец служил моряком, но его дедушка, выпускник ГИТИСа, служил в театре Иркутска, потом в воронежском ТЮЗе. Занимался в детской театральной студии при Доме актёра имени А. А. Яблочкиной. C 14 лет снимается в кино. В 2015 году окончил Школу-студию МХАТ (курс Дмитрия Брусникина). Задействован в спектаклях «Мастерской Брусникина» в театре «Практика» и «Центра им. Мейерхольда»:
- 2012 — «Это тоже я»
- 2013 — «Бесы»
- 2014 — «Конармия»
- 2015 — «С.Л.О.Н»
- 2015 — «Сван»
- 2016 — «Чапаев и Пустота»
- 2018 — «Человек из Подольска. Серёжа очень тупой»
- 2020 — «Lorem Ipsum»
- 2021 — «Shoot / Get treasure / Repeat»

Играл на ударных в студенческой музыкальной группе «Post-a-nova».

## Фильмография
| Год         |     | Название                           | Роль                    |
| ----------- | --- | ---------------------------------- | ----------------------- |
| 2008        | с   | Висяки                             | Быков                   |
| 2008        | ф   | Индиго                             | Тихон                   |
| 2009        | ф   | Ласковый май                       | Коля                    |
| 2010        | ф   | Борцу не больно                    | Славик                  |
| 2010        | тф  | Когда зацветет багульник           | Корыч                   |
| 2010        | с   | Столица греха                      | Колян                   |
| 2011        | с   | Сваты 5 сезон                      | Гот                     |
| 2011        | с   | Жизнь и приключения Мишки Япончика | Мишка Япончик в юности  |
| 2011        | ф   | Сказка. Есть                       | Ваня Быстин-Охла        |
| 2012        | с   | Без срока давности                 | Ефим Коготков           |
| 2014        | ф   | Без кожи                           | Петр                    |
| 2014        | ф   | Вычислитель                        | Хаймэ                   |
| 2015        | ф   | Птичка                             | Паша                    |
| 2016        | с   | Вы все меня бесите                 | патрульный              |
| 2016        | ф   | Дуэлянт                            | каторжник               |
| 2016        | ф   | Ученик                             | Вениамин Южин           |
| 2017        | с   | Не вместе                          | ударник группы Шелехова |
| 2017        | ф   | Хит                                | Дима                    |
| 2018        | док | Война за мечту                     | Степан Подлубный        |
| 2018        | с   | Детки                              | Петя                    |
| 2018        | с   | Доктор Преображенский              | Игорь Зорин             |
| 2018        | ф   | Кислота                            | Иван                    |
| 2018 — 2020 | с   | Обычная женщина                    | Олег Краснов            |
| 2018        | ф   | Т-34                               | Лыков                   |
| 2019 — 2021 | с   | Содержанки                         | Максим Глушков          |
| 2020        | ф   | Когда она приходит                 | Максим                  |
| 2020        | с   | Мятеж                              | Илюша                   |
| 2021        | с   | Секреты семейной жизни             | Никита                  |
| 2022        | с   | Молчание                           | Фёдор Плотников         |
| 2024        | с   | Калимба                            | Рома                    |

## Награды
- Golden Unicorn Awards-2016 (Великобритания) — лучшая мужская роль (фильм «Ученик»).

## Личная жизнь
22 декабря 2017 года женился на Александре Михалковой, дочери Степана Михалкова и его первой жены Аллы Сиваковой, внучке Никиты Михалкова и Анастасии Вертинской. 22 февраля 2018 года у пары родился сын Фёдор. Согласно интервью 2021 года, у Петра и Александры в 2019 году родился второй сын Николай.